# Yacimiento de empleo

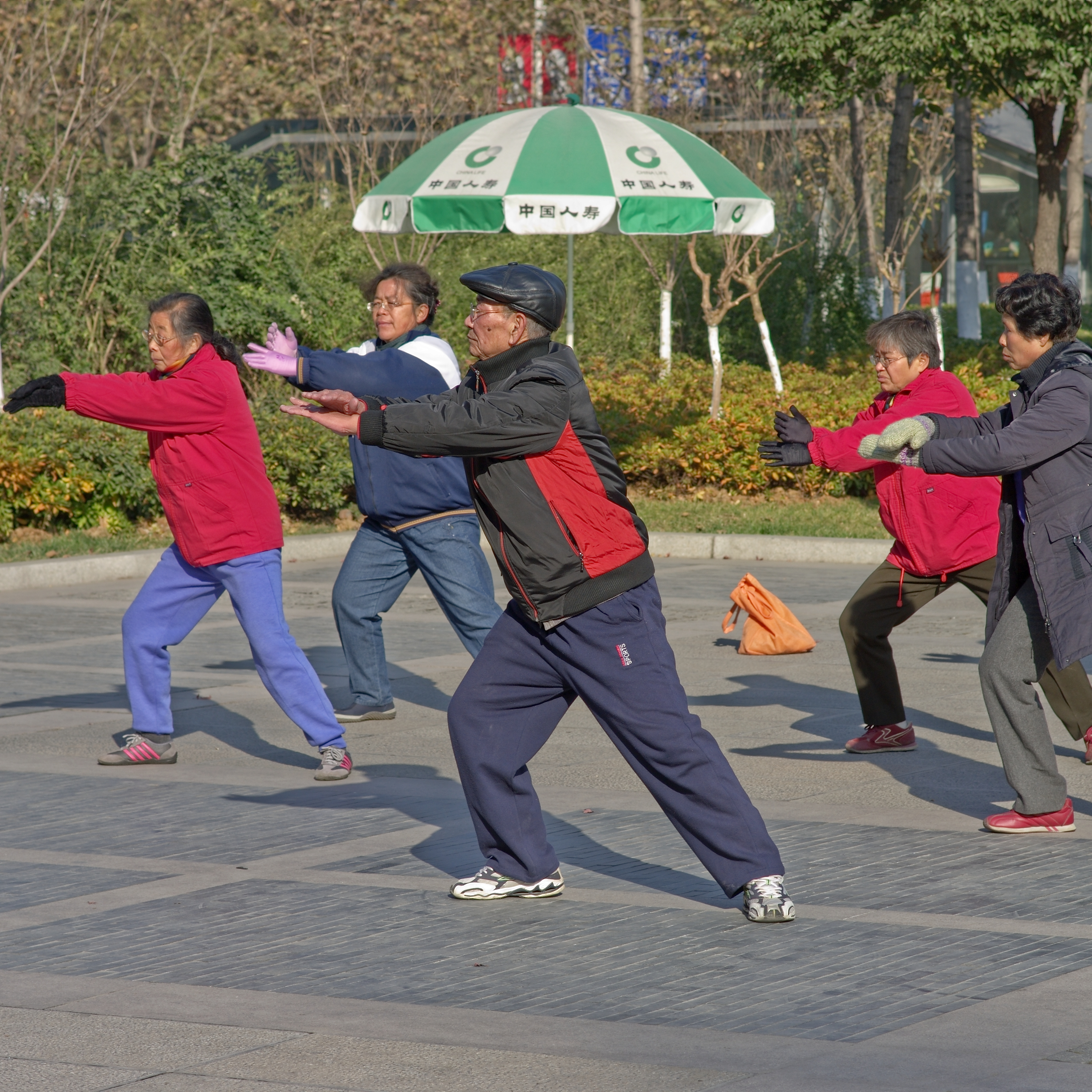
Ancianos chinos haciendo deporte. Un sector largamente considerado como yacimiento de empleo es el de la atención a personas mayores.

Un yacimiento de empleo es un sector económico, o parte de este, que se prevé que va a demandar un número significativo de empleos en un futuro próximo, sobre todo como consecuencia de transformaciones económicas, sociales o tecnológicas.
Como concepto aparece en la Unión Europea en el Libro Blanco sobre el Crecimiento, la Competitividad y el Empleo (a iniciativa de Jacques Delors, 1993) y en el informe de 22 nuevos perfiles profesionales que Martine Aubry expuso ante la Cumbre de Luxemburgo de 1998.
La respuesta dinámica de la formación profesional y el sistema educativo al reto de los yacimientos de empleo es una de las cuestiones más importantes en su planificación, y él mismo es un yacimiento de empleo.
El que un sector sea señalado o no como yacimiento de empleo depende del área geográfica y de las circunstancias socioeconómicas en ese momento. Por ejemplo el último (2018) en ser destacado como yacimiento de empleo en España es el de logística, almacenamiento y comercio electrónico. Un sector considerado de forma continuada como yacimiento de empleo es el de la atención a personas mayores. 